# Profesor Wilczur (powieść)
Profesor Wilczur – powieść Tadeusza Dołęgi-Mostowicza, będąca kontynuacją powieści Znachor (1937). Pierwsze wydanie książkowe zostało opublikowane w 1939 roku.

## Treść
Po odzyskaniu pamięci Rafał Wilczur powraca do swej dawnej pracy w klinice. Jednak intrygi jego dotychczasowego zastępcy Dobranieckiego doprowadzają Wilczura do zniechęcenia. W końcu postanawia opuścić stolicę i zamieszkać z powrotem na wsi, gdzie czuje się bardziej potrzebny.